# Reseda arabica
Reseda arabica là một loài thực vật có hoa trong họ Resedaceae. Loài này được Boiss. miêu tả khoa học đầu tiên năm 1843.